# Jan Assmann
Jan Assmann (Langelsheim, 7 de julio de 1938–Constanza, 19 de febrero de 2024) fue un egiptólogo alemán.

## Biografía

### Primeros años
Assmann fue a la escuela en Lübeck y Heidelberg antes de acudir a estudiar egiptología, arqueología clásica y estudios griegos en Múnich, Heidelberg, París y Gotinga. Fue profesor de egiptología en Heidelberg entre 1976 y 2003, y lo fue en la Universidad de Constanza. Además, trabajó como profesor visitante en París (Collège de France, École Pratique des Hautes Études, EHESS), Jerusalén (Hebrew University, Dormition Abbey) y los Estados Unidos (Yale, Houston, Universidad de Chicago).
Según Lluís Duch, «en los años 90 del siglo pasado, él y su esposa, Aleida Assmann, desde distintas perspectivas metodológicas, desarrollaron la teoría de la memoria cultural y comunicativa, que, con anterioridad a la Segunda Guerra Mundial, Maurice Halbwachs había introducido en la academia francesa con el nombre de memoria colectiva. Cabe distinguir, por consiguiente, la memoria personal de la memoria cultural. Esta se desarrolla por mediación de la acción comunicativa del lenguaje en un contexto de socialización, de empalabramiento y de prácticas mediáticas muy diversificadas. De esta manera, los seres humanos construimos, habitamos y compartimos un mundo común, a pesar de las características propias de cada hombre o mujer concretos», de manera que su proyecto «constituye un alegato de gran interés y actualidad a favor de una aproximación crítica a la tradición».

## Trabajo arqueológico
Desde 1967 realizó trabajo arqueológico de campo en la zona oeste de Tebas (en tumbas de oficiales de época saíta y ramésida). Ha escrito numerosos libros y artículos sobre religión, historia, literatura y arte egipcio. También publicó estudios comparatistas sobre la teoría de la cultura (Das kulturelle Gedächtnis) y los diversos tipos de religión (Monotheismus und Kosmotheismus).
Assmann fue miembro de la Academia de Heidelberg, el Instituto Arqueológico Alemán, el Instituto de Antropología Histórica, la Sociedad de Exploración de Egipto y la Sociedad Francesa de Egiptología. Asimismo, es asesor de numerosas instituciones, como el Instituto de Estudios Culturales de Essen, el Instituto de Investigación de la Comunidad de la Universidad Protestante y el Centro de Estudios Culturales de Stuttgart.

## Distinciones
- 1996 Premio Max Planck a la Investigación
- 1998 Premio de los Historiadores Alemanes
- 1998 Doctorado honoris causa en Teología por la Facultad de Teología de Munster

## Publicaciones

### En alemán e inglés
- Re und Amun: Die Krise des polytheistischen Weltbilds im Ägypten der 18.-20. Dynastie (Orbis Biblicus et Orientalis 51). Fribourg and Göttingen 1983.
- Ägypten: Theologie und Frömmigkeit einer frühen Hochkultur. Urban-Bücherei, v. 366, Stuttgart 1984.
- Maât: l'Égypte pharaonique et l'idée de justice sociale. Conférences, essais et leçons du Collège de France. Paris: Julliard, 1989. (Arabic Translation 1996).
- Ma`at: Gerechtigkeit und Unsterblichkeit im alten Ägypten. Múnich 1990.
- Stein und Zeit: Mensch und Gesellschaft im Alten Ägypten. Múnich 1991.
- Das kulturelle Gedächtnis: Schrift, Erinnerung und politische Identität in frühen Hochkulturen. Múnich 1992.
- Ägypten: Eine Sinngeschichte. Múnich 1996.
- Moses the Egyptian: The Memory of Egypt in Western Monotheism. Cambridge, Mass.: Harvard University Press, 1997.
- Moses der Ägypter: Entzifferung einer Gedächtnisspur. Múnich 1998.
- Weisheit und Mysterium: Das Bild der Griechen von Ägypten. Múnich 2000.
- Herrschaft und Heil: Politische Theologie in Altägypten, Israel und Europa. Múnich 2000.
- Religion und kulturelles Gedächtnis: Ten Studies. Múnich 2000.
- Tod und Jenseits im Alten Ägypten. Múnich 2001.
- Die Mosaische Unterscheidung oder Der Preis des Monotheismus. Múnich 2003.
- Thomas Mann und Ägypten, Mythos und Monotheismus in den Josephsromanen. Múnich 2006.
- Monotheismus und die Sprache der Gewalt. Viena 2006
- Ägyptische Religion. Totenliteratur. Ed. y trad. del egipcio por Jan Assmann y Andrea Kucharek. Frankfurt 2008.
- Of God and Gods: Egypt, Israel, and the Rise of Monotheism. Madison, Wi.: University of Wisconsin Press 2008.

### En castellano
- Egipto a la luz de una teoría pluralista de la cultura, Torrejón de Ardoz (Madrid) : Akal, 1996.
- Moisés el egipcio, tr. Javier Alonso López, Madrid : Oberon, 2003.
- Egipto : historia de un sentido, tr. Joaquín Chamorro Mielke, Madrid : Abada, 2005.
- La distinción mosaica o El precio del monoteísmo, tr. Guadalupe González Diéguez, Madrid : Akal, 2006.
- Religión y memoria cultural, Lilmod.
- Historia y mito en el mundo antiguo, Madrid: Editorial Gredos, 2011.
- Violencia y monoteísmo, trad. Mayka Lahoz, introd. de Lluís Duch, Barcelona: Fragmenta Editorial, 2014. ISBN 978-84-15518-07-5